# 肯德里克山
86°22′S 156°40′W / 86.367°S 156.667°W
肯德里克山（Mount Kendrick），是南極洲的山峰，位於阿蒙森海岸，處於巴特利特冰川源頭的尼爾森高原東部，屬於毛德王后山脈的一部分，海拔高度3,610米，現時由南極條約體系管理。